# 蔡靉
蔡靉（1496年—？），字天章，號洨濱，直隸真定府趙州寧晉縣人，明朝政治人物。

## 生平
初師真定張睿，後隨韓邦奇、湛若水讀書。嘉靖七年（1528年）戊子科順天鄉試第六十九名舉人，八年（1529年）己丑科三甲第六十五名進士。授行人，擢官监察御史，巡按河南，以刚直敢言闻名。与杨爵等因事系狱，不久罢归。居家在洨河之旁建洨濱書院，以教授生员，修庙置膳，人称“洨滨先生”。曾为同乡、明初大臣曹鼐修建神道碑。

## 著作
著有《洨濱集》十卷，另有《洨濱語錄》，均存《四庫總目》。

## 家族
曾祖蔡遜；祖父蔡欽；父蔡正，母康氏。重慶下。兄蔡霑，弟蔡靆。